# Steve Houben
Steve Houben (Luik, 19 maart 1950) is een Belgisch jazzsaxofonist, fluitspeler en componist.
Houben werd geboren in een muzikale familie: zijn moeder was geschoold als klassiek pianiste en zijn vader was een amateur-jazzmuzikant. Een ander familielid, Jacques Pelzer, introduceerde hem in de jazzwereld en had een sterke invloed op zijn carrière. Samen zouden ze de band Open Sky Unit oprichten.
Enkele grote namen van jazzmusici waar Houben mee samenwerkte, zijn Chet Baker (met wie hij opnames maakte), Mike Stern, George Coleman, Gerry Mulligan, Clark Terry, Melanie De Biasio, Jon Eardley en Joe Newman.
In een Belgisch jazzreferendum georganiseerd door de Belgische radio RTBF en VRT, werd Steve Houben door de luisteraars verkozen tot beste Belgische altsaxofonist en beste Belgische en Europese fluitist van het jaar 98. In hetzelfde jaar werd hij ook door Franstalige critici verkozen tot beste Europese fluitspeler en de beste Belgische altsaxofonist.
In 2000 ontving Steve Houben de Belgische Django d'Or-prijs.
Hij nam zo'n 15 albums op als leider, en speelde op talrijke andere albums mee als sideman.

## Discografie (selectie)
Als leider of co-leider: 
- 2012 : Houben / Loos / Maurane – HLM (Igloo Records)

- 2011 : Steve Houben / Boyan Vodenitcharov - Darker Scales (Igloo)

- 2008 : Thielemans, Linx, BJO, Catherine, Loriers, HLM, Herr, Neve, Mercier – Jazz Olympics (AMG Benelux)

- 2007 : Charles Loos / Steve Houben / Quatuor Thaïs - Au fil du temps (Mognomusic)

- 2007 : Alain Pierre / Steve Houben - Dolce divertimento (Mognomusic)

- 2006 : Artists from Wallonia and Brussels - That's all jazz ! (Wallonie-Bruxelles-Musiques)

- 2005 : HLM - Un Ange Passe (Igloo)

- 2005 : Phinc.. (Pirotton - Houben Incorporation) - Old Woes New Wail (Alone Blue)

- 2003 : Steve Houben / Boyan Vodenitcharov - Les Valses (Mognomusic)

- 2001 : Couleurs Jazz, Wallonie-Bruxelles (Wallonie-Bruxelles Musiques)

- 2001 : 10 Ans de Jazz à Liège : 1991-2000 - Le Saxophone et Le Jazz (Liège Maison du Jazz)

- 2000 : Steve Houben (Ricercar)

- 1999 : Houben / Loos / Maurane - HLM New Edition (Igloo)

- 1998 : Steve Houben / Jacques Pirotton / Stephan Pougin - We Can't Stop Loving You (Igloo)

- 1997 : Steve Houben / Emil Viklicky - Bohemia After Dark (P&J Music)

- 1996 : Marito Correa / Steve Houben / Michel Herr / Stephan Pougin - O Brilho Do Sol (Big Bang)

- 1995 : Steve Houben+ Strings, featuring Guy Cabay / Michel Herr / Dennis Luxion (Igloo)

- 1994 : Steve Houben - Steve Houben invite... / Année Sax 1994 (Arpèges)

- 1993 : Steve Houben Quartet - Blue Circumstances (Igloo)

- 1993 : Steve Houben & Michel Herr - Meet Curtis Lundy & Kenny Washington (B. Sharp)

- 1992 : Brussels Jazz Promenade - Brussels Jazz Promenade (Live Music)

- 1989 : Artistes de Wallonie et Bruxelles - Le Jazz perd le Nord (WBM)